# Miguel Antonio Salas Salas
Miguel Antonio Salas Salas CIM (* 29. September 1915 in La Grita; † 30. Oktober 2003) war Erzbischof von Mérida.

## Leben
Miguel Antonio Salas Salas trat der Ordensgemeinschaft der Kongregation von Jesus und Maria bei und empfing am 24. März 1943 die Priesterweihe.
Johannes XXIII. ernannte ihn am 16. Januar 1961 zum Bischof von Calabozo. Der Erzbischof von Caracas, Santiago de Venezuela, José Humberto Kardinal Quintero Parra, weihte ihn am 2. Februar desselben Jahres zum Bischof; Mitkonsekratoren waren Giuseppe Misuraca, emeritierter Apostolischer Nuntius in Venezuela, und Ramón Lizardi, Weihbischof in Caracas.
Er nahm an allen Sitzungsperiode des Zweiten Vatikanischen Konzils bis auf die dritte teil. Der Papst ernannte ihn am 20. August 1979 zum Erzbischof von Mérida. Am 30. Oktober 1991 nahm Johannes Paul II. seinen altersbedingten Rücktritt an.